# Liblín
Liblín település Csehországban, Rokycanyi járásban. Liblín Němčovice, Kozojedy, Bujesily és Lhotka u Radnic településekkel határos. Lakosainak száma 252 fő (2024. január 1.).

## Népesség
A település lakosságának változását az alábbi diagram mutatja:
| Lakosok száma | 433  | 397  | 357  | 508  | 388  | 286  | 273  | 269  | 287  | 252  |
|               | 1869 | 1900 | 1921 | 1961 | 1980 | 2011 | 2016 | 2019 | 2021 | 2024 |